# Lycophotia astur
Lycophotia astur là một loài bướm đêm trong họ Noctuidae.